# Truyền hình màu

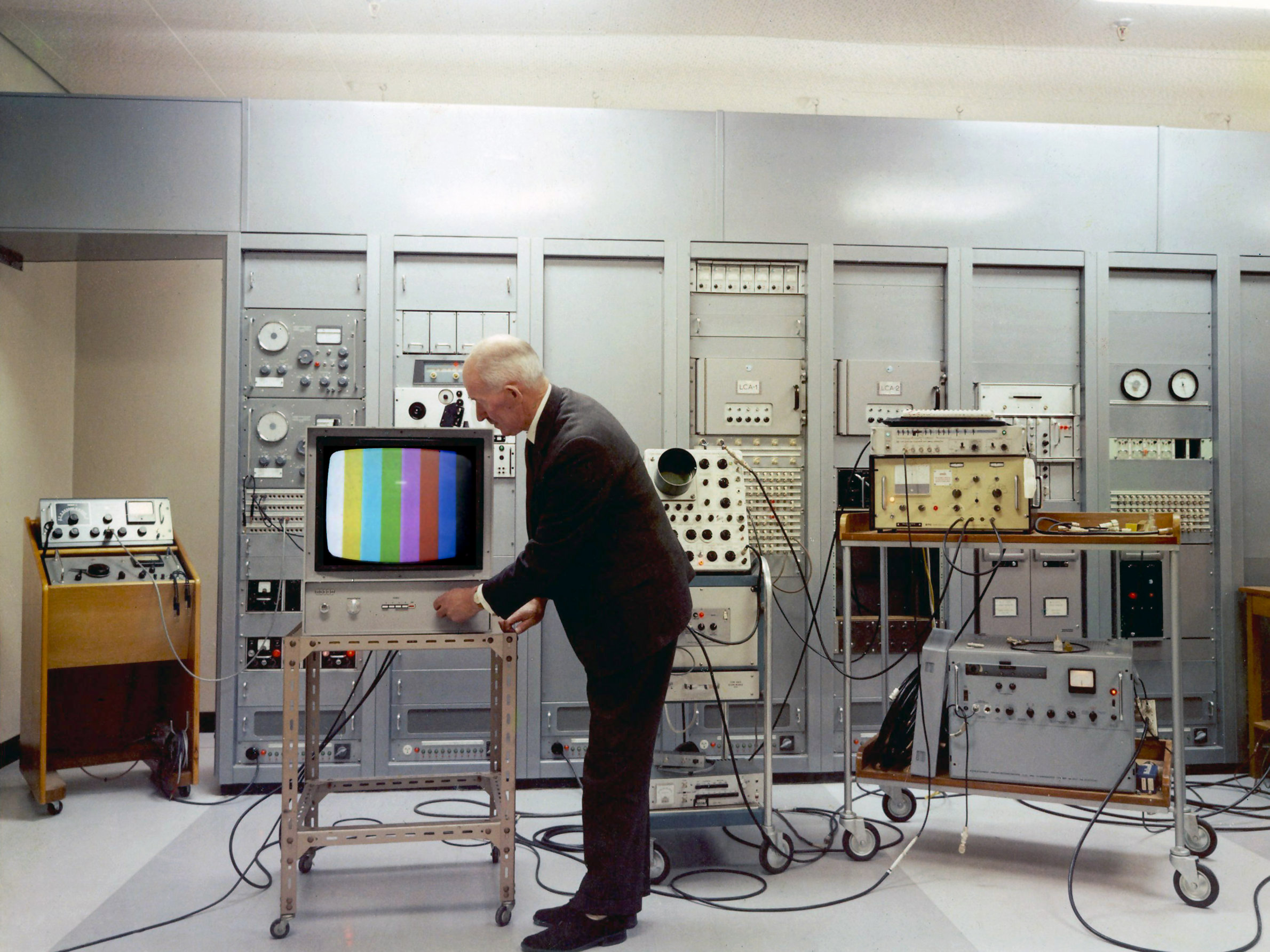
Một cuộc thử nghiệm truyền hình màu tại trạm phát Mount Kaukau, New Zealand, vào năm 1970. Một mẫu thử nghiệm với các thanh màu đôi khi được sử dụng khi không có tài liệu chương trình.

Truyền hình màu là công nghệ truyền dẫn tivi bao gồm thông tin về màu của hình ảnh, do đó hình ảnh video có thể được hiển thị bằng màu trên tivi. Nó được coi là một cải tiến của công nghệ truyền hình sớm nhất, đơn sắc hoặc truyền hình đen trắng, trong đó hình ảnh được hiển thị ở các sắc thái xám (thang độ xám). Truyền hình truyền hình các đài và mạng ở hầu hết các nơi trên thế giới đã nâng cấp từ truyền tải đen trắng sang truyền màu trong những năm 1960 đến 1980. Việc phát minh ra các tiêu chuẩn truyền hình màu là một phần quan trọng của lịch sử của truyền hình, và nó được mô tả trong bài báo công nghệ của truyền hình.
Truyền hình ảnh màu bằng máy quét cơ học đã được hình thành từ những năm 1880. John Logie Baird đã đưa ra một minh chứng thực tế về truyền hình màu được quét cơ học vào năm 1928, nhưng những hạn chế của một hệ thống cơ học đã rõ ràng ngay cả lúc đó. Sự phát triển của quét và hiển thị điện tử đã tạo ra một hệ thống điện tử toàn diện. Các tiêu chuẩn truyền đơn sắc ban đầu đã được phát triển trước Chiến tranh thế giới thứ hai, nhưng các phát triển điện tử dân dụng đã bị đóng băng trong phần lớn thời gian của chiến tranh. Vào tháng 8 năm 1944, Baird đã trình diễn đầu tiên trên thế giới về một màn hình tivi màu điện tử hoàn toàn thực tế. Tại Hoa Kỳ, các tiêu chuẩn màu cạnh tranh về mặt thương mại đã được phát triển, cuối cùng dẫn đến tiêu chuẩn NTSC cho màu vẫn tương thích với hệ thống đơn sắc trước đây. Mặc dù tiêu chuẩn màu NTSC được công bố vào năm 1953 và các chương trình giới hạn đã được cung cấp, nhưng phải đến đầu những năm 1970, truyền hình màu ở Bắc Mỹ mới bán chạy hơn các đơn vị đen trắng hoặc đơn sắc. Phát sóng màu ở châu Âu không được chuẩn hóa trên các định dạng PAL và SECAM cho đến những năm 1960.
Các nhà đài bắt đầu chuyển từ công nghệ truyền hình màu tương tự sang truyền hình kỹ thuật số vào khoảng năm 2006. Sự thay đổi này hiện đã hoàn tất ở nhiều quốc gia, nhưng truyền hình tương tự vẫn là tiêu chuẩn ở những nơi khác.